# Dolph Briscoe

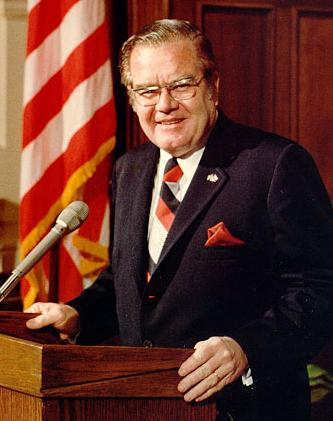
Dolph Briscoe (1976)

Dolph Briscoe Jr. (* 23. April 1923 in Uvalde, Uvalde County, Texas; † 27. Juni 2010 ebenda) war ein US-amerikanischer Politiker. Er war von 1973 bis 1979 Gouverneur des Bundesstaates Texas.

## Frühe Jahre und politischer Aufstieg
Dolph Briscoe besuchte bis 1943 die University of Texas. Danach nahm er als Soldat der US-Armee im asiatischen Raum am Zweiten Weltkrieg teil. Politisch wurde er Mitglied der Demokratischen Partei. Zwischen 1949 und 1957 war er Abgeordneter im Repräsentantenhaus von Texas. Danach bewirtschaftete er eine große Ranch und wurde bald einer der größten Viehzüchter in Texas. Er wurde Vorsitzender der Viehzüchtervereinigung (1960–61) und organisierte in dieser Eigenschaft eine Sammelaktion, die drei Millionen Dollar einbrachte. Dieses Geld wurde dann den Bundes- und Staatsbehörden zur Bekämpfung von Viehseuchen zur Verfügung gestellt. Im Jahr 1968 scheiterte er in den Gouverneursvorwahlen seiner Partei.

## Gouverneur von Texas
Im Jahr 1972 wurde er als letzter Gouverneur von Texas in eine zweijährige Amtszeit gewählt. Ab den Wahlen des Jahres 1974, bei denen er bestätigt wurde, galt dann eine vierjährige Amtszeit. Insgesamt amtierte Briscoe zwischen dem 16. Januar 1973 und dem 16. Januar 1979. In seiner Amtszeit hielt er sein Wahlversprechen, keine Steuern zu erhöhen. Sein Ziel war es, die Arbeit der Regierung effektiver zu machen, ohne neue Verwaltungsstellen zu schaffen. Briscoe war Mitglied der innerstaatlichen Ölkommission und des National Petroleum Council. Außerdem war er im Vorstand der National Governors Association. Im Jahr 1978 konnte sich Briscoe nicht in den Gouverneursvorwahlen seiner Partei durchsetzen. Daher musste er Anfang 1979 aus seinem Amt ausscheiden.

## Weiterer Lebenslauf
Nach seiner Gouverneurszeit zog er sich aus der Politik zurück und widmete sich wieder seinen geschäftlichen Interessen und seiner Ranch in Uvalde. Dort wurde er auch Vorsitzender des Aufsichtsrats der First State Bank. Briscoe hat auch viel Geld an staatliche und schulische Einrichtungen in Texas gespendet. Mit seiner Frau Betty Jane Slaughter hatte er drei Kinder.